# Rejon Tong
Rejon Tong (kirg. Тоң району; ros. Тонский район) – rejon w Kirgistanie w obwodzie issykkulskim. W 2009 roku liczył 49 130 mieszkańców (z czego 50,9% stanowili mężczyźni) i obejmował 10 986 gospodarstw domowych. Siedzibą administracyjną rejonu jest Bökönbajew.